# ريتشارد ر. موراي
ريتشارد ر. موراي (بالإنجليزية: Richard R. Murray)‏ هو شخصية أعمال أمريكي، ولد في 3 فبراير 1956.